# Tricentrus cassiae
Tricentrus cassiae är en insektsart som beskrevs av Yuan och Xu. Tricentrus cassiae ingår i släktet Tricentrus och familjen hornstritar. Inga underarter finns listade i Catalogue of Life.